# TV5 (Finland)
TV5 är en finländsk TV-kanal. Den sågs förut som en finländsk version av svenska Kanal 5, med samma ägare, SBS och hade en tid samma utseende på logotypen. Kanalen lanserades 12 mars 2004 men ersattes av The Voice TV i Finland under november 2004 men började sända igen 28 september 2008 på finska The Voice TV:s kanalplats mellan 18.00 och 01.00. Sedan 2010 relanserades TV-kanalen till att bli en finsk version av Kanal 5 och hade då samma grafiska gränssnitt. Den 1 april 2011 blev TV5 en fristående kanal och slutade dela kanalplats med The Voice TV och började sända dygnet runt.